# Junonia iphita
Junonia iphita is een vlinder uit de familie Nymphalidae. De wetenschappelijke naam van de soort is voor het eerst geldig gepubliceerd in 1782 door Pieter Cramer.

## Kenmerken
Beide geslachten zijn nagenoeg identiek. De spanwijdte bedraagt ongeveer 5,5 tot 8 cm.

## Verspreiding en leefgebied
Deze vlindersoort komt voor in Sri Lanka, India, Pakistan en Myanmar in vochtige bosrijke gebieden tot op een hoogte van bijna 3000 meter.